# 大丸弘
大丸 弘（だいまる ひろし、1933年2月3日 - 2017年3月17日 ）は、日本の民族学者。専攻は衣生活とその周辺の比較生活史。国立民族学博物館名誉教授・総合研究大学院大学名誉教授。1979年から1995年まで国立民族学博物館大丸研究室にて、現《服装・身装文化資料デジタルアーカイブ》をMCDプロジェクト代表として構築・公開。

## 略歴
- 1958年 東京大学美学美術史学科卒
- 1967年 関西女子美術短期大学助教授
- 1974年 関西女子美術短期大学教授
- 1974年 大阪樟蔭女子大学助教授
- 1979年 国立民族学博物館助教授
- 1990年 国立民族学博物館教授
- 1996年 国立民族学博物館名誉教授
- 1996年 総合研究大学院大学名誉教授

## 受賞歴
- 1987年 日本風俗史学会 第6回 野口眞造記念染織研究奨励賞(｢西欧人のキモノ認識｣国立民族学博物館研究報告 8巻9号 1983)
- 1987年 関西データベース協議会 奨励賞(データベースシステムの部)
- 2017年 アート・ドキュメンテーション学会 第11回 野上紘子記念アート・ドキュメンテーション学会賞(『日本人のすがたと暮らし：明治・大正・昭和前期の身装』(共著)ならびに〈身装画像データベース「近代日本の身装文化」(MCDプロジェクトとして)〉)

## 主な著作
- 『年表で読む近代日本の身装文化』三元社 2021年9月 800p.（高橋晴子と共著）
- 『新聞連載小説の挿絵でみる近代日本の身装文化』三元社 2019年12月 528p.（高橋晴子と共著）
- 『日本人のすがたと暮らし―明治・大正・昭和前期の身装』三元社 2016年12月 535p.（高橋晴子と共著）
- 「Ⅱ 住まいと衣服 第3章 フランス人の装い―日本からの視線」『地域の世界史 8 生活の地域史』(川田順造，石毛直道編) 山川出版社 2000年3月 339p(pp221-256に収載)
- 『服飾関連図書目録 明治元年～昭和23年』日外アソシエーツ 1995年1月 566p (高橋晴子と共編)
- 『国立民族学博物館研究報告 別冊 13号 固有属性分析による衣服標本カタログ』1991年3月 486p
- 「両大戦間における日本人の中国服観」『風俗』27(3) 1988年9月 pp58-83
- 『国立民族学博物館研究報告 別冊 4号 西欧型服装の形成―和服論の観点から』1987年2月 225p
- 「専門図書館における非図書資料の位置づけ―服装情報サービスの基本技術」『国立民族学博物館研究報告』12巻1号 1987年9月 pp175-197 (高橋晴子と共著)
- 「ファッション情報サービスにおけるシステム設計の概要」『アパレル研究』10 1987年11月 pp139-158
- 「服装専門検索語辞書(MCDシソーラス)の構造」『国立民族学博物館研究報告』10巻13号 1986年2月 pp681-723 (高橋晴子と共著)
- 「現代和服の変貌(2)―着装理念の構造と変容」『国立民族学博物館研究報告』10巻1号 1985年7月 pp131-232
- 「衣服標本属性論―MCD標本シソーラス(1) 固有属性」『国立民族学博物館研究報告』9巻3号 1984年9月 pp533-570
- 「西欧人のキモノ認識」『国立民族学博物館研究報告』8巻4号 1983年12月 pp707-838
- 「現代和服の変貌―その設計と着装技術の方向に関して」『国立民族学博物館研究報告』4巻4号 1979年12月 pp770-797
- 「十七世紀ネーデルランド絵画にえがかれた東洋系陶磁の位置づけ(1) 資料(1)」『風俗』16(2) 1978年3月 pp55-80
- 「中世末期服装の基礎的問題のいくつかについて―15世紀フランスを中心に」『大阪樟蔭女子大論集』13 1976年3月 pp161-173
- 「エミリィ・ブロンテのいる部屋―一九世紀前期イギリスにおける中産知識階級の生活像」『風俗』14(3) 1976年5月 pp29-52
- 「ビィクトリアン・テイストの形成」『大阪樟蔭女子大論集』12 1975年2月 pp75-96
- 「ピューリタン・スタイルの本質とその展開」『風俗』12(4) 1974年6月 pp19-39
- 「近世の襯衣に関する考察―その着装様態について」『大阪樟蔭女子大論集』7 1969年11月 pp154-175
- 「唐様装束の研究」『大阪樟蔭女子大論集』3 1965年11月 pp84-107
- 「禁色雑袍の風俗史的研究」『風俗』3(3) 1964年2月 pp7-17
- 「禁色聴許の被服学的研究」『大阪樟蔭女子大論集』1 1963年11月 pp150-166